# Édouard Mary
Édouard André Joseph Mary, né le 26 avril 1796 à Enghien et mort le 29 avril 1853 à Bruxelles, est un poète, un économiste et un homme politique belge, engagé dans des actions de progrès social. Il est le frère du diplomate et dessinateur Benjamin Mary.

## Biographie

### Famille
Son père, Hyacinthe Mary, est notaire et issu d'une famille noble. Sa mère se nommait Marie Joséphine Parmentier. Plusieurs de ses oncles maternels sont des figures importantes d'Enghien : Joseph Parmentier, qui fut bourgmestre de la ville entre 1800 et 1830, mais aussi les horticulteurs Louis Joseph Ghislain Parmentier et André Joseph Ghislain Parmentier.

### Conscription
Lorsque son frère aîné, Benjamin, est appelé à servir dans la Garde nationale, il se propose de le remplacer, mais leur père préfère payer un ancien militaire pour les remplacer. Édouard se porte malgré tout volontaire pour intégrer la Garde d'honneur, un corps constitué d'enfants de notables. Il démarre son instruction, qui ne durera que trois mois, le 1er juin 1813 à Mons. Il n'a que dix-sept ans et suit l'armée de Napoléon à Pleiswitz, Gotha, Dresde, Leipzig, Hanau (où il perd son cheval et se fait dérober ses linges et son argent), Pirna, Trèves, Frankenthal. La troupe à laquelle il appartient, très peu préparée, sert surtout à faire nombre, mais subira néanmoins des pertes. Édouard est finalement congédié le 6 juillet 1814.

### Carrière politique
Il défend sa thèse à la Faculté de droit de l'Académie de Bruxelles le 27 juillet 1816. Il travaille un temps avec son père au service du duc d'Arenberg, qui l'envoie notamment en Italie régler les détails de l'annulation du mariage de son Prosper-Louis d'Arenberg avec Stéphanie Tascher de la Pagerie, une nièce de l'impératrice Joséphine. En 1819, il fait partie des fondateurs de sociétés pour l'encouragement de l'instruction primaire en Belgique et milite pour la gratuité de l'école pour les enfants issus de familles pauvres.
en 1822 il est nommé second secrétaire de la commission permanente de la Société de bienfaisance des provinces méridionales. À ce titre, il dirige la publication périodique de cette organisation, Le Philanthrope. Il démissionne de son poste le 20 décembre 1823, restant toutefois très attaché à cette institution.
En 1825, il est cofondateur de la Caisse d'épargne à Bruxelles.
Il est élu membre de la chambre des représentants pour l'arrondissement de Soignies lors des premières élections qui se sont tenues après la promulgation de la constitution belge. Bien que très actif au parlement, il n'est pas reconduit après l'élection anticipée du 23 mai 1833. Il décide alors de quitter Enghien pour Bruxelles.
Le 6 avril 1843, il est désigné comme membre de la commission provinciale de statistique du Brabant, par arrêté royal.
Il laisse derrière lui un recueil de poèmes patriotiques, augmentés de faits historiques et statistiques.

## Œuvre
- Édouard Mary, Épîtres en vers sur la Belgique, suivies d'une notice historique et statistique du royaume de Belgique, Bruxelles, Vanderauwera, 1850
- Edouard Mary, Voyage aux colonies agricoles, érigées par les sociétés de bienfaisance du Royaume des Pays-bas : précédé d'un aperçu sur la nature, les progrès et l'influence de ces institutions, Bruxelles, Weissenbruch, 1829